# Vladimír Neff
Vladimír Neff (ur. 13 czerwca 1909 w Pradze, zm. 2 lipca 1983 tamże) – czeski pisarz, tłumacz a także scenarzysta. Debiutował w 1933 roku, początkowo jako autor parodii powieści detektywistycznych. Późniejsze utwory to powieści społeczne z kręgu mieszczańskiego oraz powieści historyczne. Cykl pięciu najbardziej znanych powieści, składających się na epicką kronikę czeskiego mieszczaństwa stworzył w latach 1957-1973. Składają się nań: "Małżeństwo z rozsądku", "Cesarskie fiołki", "Zła krew", "Wesoła wdówka" i "Królewski woźnica". Próbował swych sił także w gatunku powieści awanturniczej ("płaszcza i szpady"), do tego nurtu zaliczyć można trylogię: "Królowe nie mają nóg", "Piękna czarodziejka" i "Pierścień Borgii". Był także autorem scenariuszy telewizyjnych.

## Wydane utwory
- Nesnáze Ibrahima Skály, 1933
- Lidé v tógách, 1934
- Papírové panoptikum, 1934
- Temperament Petra Bolbeka, 1934
- Malý velikán, 1935
- Poslední drožkář, 1935
- Dva u stolu, 1937
- Omyl růžového stařečka a jiné pohádky pro malé i velké, 1937
- První nálet, 1937
- Bůh zbytečnosti, 1939
- Vyhnaní z ráje, 1939
- Minulost Jany Kosinové, 1940
- Pokušitel, 1940
- Před pultem a za pultem, 1940
- Filosofický slovník pro samouky neboli Antigorgias, 1940-47
- Soused, 1941
- Gabriela, 1942
- Třináctá komnata, 1944
- Marie a zahradník, 1945
- Nikdo nic neví, 1947
- Mladá léta, 1952
- Srpnovští páni, 1953
- Tajemství krve, 1953
- Nezlob, Kristino!, 1956
- Pentalogia:
  - Císařské fialky (Cesarskie fiołki), 1958
  - Královský vozataj (Królewski woźnica), 1963
  - Sňatky z rozumu (Małżeństwo z rozsądku), 1957
  - Veselá vdova (Wesoła wdowa), 1961
  - Zlá krev (Zła krew), 1959
- Pochodně, 1961
- Trampoty pana Humbla, 1967
- Trylogia:
  - Královny nemají nohy (Królowe nie mają nóg), 1973
  - Krásná čarodějka (Piękna czarodziejka), 1980
  - Prsten Borgiů (Pierścień Borgii), 1975
- Roucho pana de Balzac, 1981

Wydane po śmierci pisarza:
- Večery u krbu, 1986